# Ruteniu
Ruteniul (lat. ruthenia = Rusia, patria descoperitorului) este un element chimic care are simbolul Ru și numărul de ordine 44 în sistemul periodic al elementelor, fiind un element de tranziție către grupul metalelor platinice.

## Proprietăți

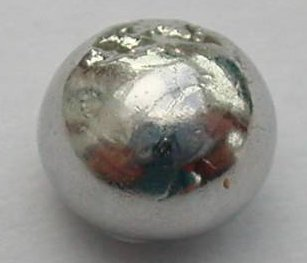
O sferă cu greutatea de 1 g de ruteniu pur

Ruteniul este un metal solid sfărâmicios de culoare alb cenușie, care se prezintă sub formă de agregate cristaline tetramere.
La temperatura camerei își menține suprafața exterioară lucioasă caracteristică metalelor. 
Încălzit în prezența oxigenului la o formă incandescentă, se formează un oxid de rutil toxic și instabil, care devine în prezența luminii explosiv.
La o temperatură mai joasă de 100 °C ruteniul este stabil în toți acizii anorganici, se dizolvă însă în Na2O2 și  NaClO3. La temperaturi înalte este oxidat în prezența halogenilor (precum clor, iod).
Galvanizarea cu ruteniu se poate realiza prin procedeele de electroliză, Un aliaj de ruteniu-molibden are proprietăți de supraconductor (conductor metalic cu reducerea minimală a rezistenței electrice).

## Utilizare
- Contactele electrice în întrerupătoare prin adăugare de ruteniu în aliajele de platină și paladiu crește rezistența considerabil a acestor contacte la uzură.
- In aliajele de titan, un adaos de 0,1 % ruteniu mărește considerabil rezistența la coroziune.
- Ruteniul poate fi folosit în diverse reacții chimice drept catalizator (accelerator al reacției chimice).
- Oxidul de ruteniu în combinație cu sulfit de cadmiu în soluții apoase de hidrogen sulfurat (H2S) poate fi descompus în prezența luminii.
- Combinații complexe de ruteniu cu substanțe organice au proprietăți citostatice apreciabile în tratamentul prin iradiații cu Ru-106 a bolilor tumorale.
- ruteniu este folosit în scop decorativ prin procedeele de tratament galvanic.
- In ultimul timp ruteniul este folosit tot mai mult ca bijuterie, de asemenea și în industria computerelor.

## Istoric
Ruteniul a fost descoperit de către Karl Ernst Claus (denumirea provine din latinescul Ruthenia = Rusia, patria descoperitorului său) în anul 1844, care a demonstrat că după dizolvarea platinei brute în apa regală (un amestec de acid azotic și acid clorhidric) rămâne pe fund un sediment insolubil, acest sediment fiind un element nou.
Berzelius și Gottfried Osann au fost aproape de descoperirea elementului în 1827, prin dizolvarea platinei brute în apă regală; în timp Berzelius consideră acest sediment irelevant, Osann este convins că a descoperit  trei metale noi, numind combinația ruteniu.
Acest procedeu este deja folosit în 1807 de Jedrzej Sniadecki, numind elementul 44 Vestium; mai târziu, neputând demonstra acest lucru, își retrage pretenția de descoperitor.

## Răspândire
Frecvent, ruteniul se află în minereul de platină din Ural, precum și din America de Nord și America de Sud. Cantități mici se găsesc și în Africa de Sud.
Pulberea de ruteniu se obține printr-un procedeu complex, prin reacția de reducere cu hidrogen a cloritului de amoniu-ruteniu, obținerea metalului compact se obține prin topirea pulberii în prezența argonului ca gaz protector.
Ruteniul se mai poate obține din reactorii nucleari, acest tip de ruteniu fiind utilizat ca izotop radioactiv.

## Legături chimice
Legăturile ruteniului sunt foarte asemănătoare cu cele ale cadmiului, fiind cel puțin 8 faze (trepte) de oxidare cele mai frecvente fiind +2, +3 și +4, cu complexul chimic cel mai Rutenium(II)tris(bipyridin. Bipiridina este o substanță organică formată din 2 molecule de piridină (o substanță organică cu un nucleu benzoic heterociclic aromat cu formula chimică C5H5N ) cu mai multe izomere simetrice sau asimetrice.

## Măsuri de protecție
Tetraoxidul de ruteniu RuO4 este la fel ca tetraoxidul de osmiu, deosebit de toxic și exploziv. 
Din punct de vedere biologic, până în prezent, se consideră că ruteniul nu are nici un rol; metalul produce pete pe piele, se acumulează în oase, presupunându-se că are un efect cancerigen.